# Cyphogastra foveicollis
Cyphogastra foveicollis es una especie de escarabajo del género Cyphogastra, familia Buprestidae. Fue descrita científicamente por Boisduval en 1835.
Alcanza unos 30 milímetros (1,2 pulgadas) de largo. El color básico de los élitros y el tórax puede ser verde oscuro metálico o púrpura oscuro.

## Distribución geográfica
Esta especie se encuentra en Papúa Occidental.